# Международный финансовый конгресс
Международный финансовый конгресс (МФК) — ежегодная конференция, посвященная вопросам финансовой индустрии. Мероприятие традиционно собирает руководителей центральных и коммерческих банков, финансовых институтов, международных финансовых организаций, регуляторов, ученых и бизнесменов, признанных экспертов со всего мира. Начиная с 1992 года, проходит в Санкт-Петербурге. До 2016 года — Международный банковский конгресс (МБК). Сессии конгресса проходят в форме интерактивных дискуссий, в ходе которых обсуждаются наиболее актуальные вопросы развития мировой банковской и финансовой системы.

## История
Осенью 1991 года во Франкфурте-на-Майне прошёл первый Международный банковский конгресс, на котором присутствовали мэр Санкт-Петербурга А. А. Собчак и начальник Главного управления Центрального банка Российской Федерации по Санкт-Петербургу В. П. Халанский. В своем выступлении А. А. Собчак предложил проводить следующие конгрессы в Санкт-Петербурге.
По инициативе ЦБ РФ и с согласия Правительства России было принято решение обратиться к ведущим мировым банковским институтам с предложением провести в Санкт-Петербурге Международный банковский конгресс.
Это предложение нашло отклик у представителей ведущих банков, международных банковских и финансовых организаций, аудиторских компаний.
Для организации проведения конгрессов 16 января 1992 года было создано Общественное объединение «Фонд поддержки Международного банковского конгресса», в 1998 году переименованное в Санкт-Петербургский общественный фонд поддержки международных банковских конгрессов.
В апреле 1992 года состоялся первый Международный банковский конгресс в Санкт-Петербурге. В работе конгресса приняли участие более 350 человек из 50 стран мира. Членом оргкомитета первых пяти Международных банковских конгрессов был вице-мэр Санкт-Петербурга, а ныне президент Российской Федерации — В. В. Путин.
В 2020 году Международный финансовый конгресс был отменён из-за пандемии COVID-19. В 2021 году было решено провести конгресс 28 июня - 2 июля в онлайн-формате

## Хронологическая таблица
| Даты проведения конгресса                           | Детали конгресса |
| --------------------------------------------------- | --- |
| II Международный банковский конгресс (МБК-1993)     | |
| 21—23 апреля 1993 года                              | Тема: «Восток — Запад: стратегия и тактика экономического взаимодействия». |
| III Международный банковский конгресс (МБК-1994)    | |
| 14—17 сентября 1994 года                            | Тема: «Экономическая стабилизация и укрепление национальных валют». |
| IV Международный банковский конгресс (МБК-1995)     | |
| 6—9 июня 1995 года                                  | Тема: «Банковский персонал: подготовка, повышение квалификации и управление». |
| V Международный банковский конгресс (МБК-1996)      | |
| 4—8 июня 1996 года                                  | Тема: «Состояние и проблемы развития рынка ценных бумаг в России». |
| VI Международный банковский конгресс (МБК-1997)     | |
| 3—7 июня 1997 года                                  | Тема: «Управление банковскими рисками: практика и проблемы». |
| VII Международный банковский конгресс (МБК-1998)    | |
| 2—6 июня 1998 года                                  | Тема: «Глобализация финансовых рынков: движущие силы и последствия». |
| VIII Международный банковский конгресс (МБК-1999)   | |
| 2—5 июня 1999 года                                  | Тема: «Реструктуризация банковской системы: опыт, перспективы, проблемы». |
| IX Международный банковский конгресс (МБК-2000)     | |
| 7—10 июня 2000 года                                 | Тема: «Банки: вызов нового столетия». |
| X Международный банковский конгресс (МБК-2001)      | |
| 6—9 июня 2001 года                                  | Тема: «Корпоративное управление в кредитных организациях». |
| XI Международный банковский конгресс (МБК-2002)     | |
| 5—8 июня 2002 года                                  | Тема: «Рыночная дисциплина и транспарентность: учёт, отчётность, аудит». |
| XII Международный банковский конгресс (МБК-2003)    | |
| 4—7 июня 2003 года                                  | Тема: «Банковский сектор и устойчивый экономический рост». На конгрессе обсуждался широкий круг проблем по усилению роли банковского сектора в обеспечении поступательного и устойчивого роста экономики на основе лучшего опыта, накопленного мировым банковским сообществом. |
| XIII Международный банковский конгресс (МБК-2004)   | |
| 2—5 июня 2004 года                                  | Тема: «Банковская система России в зеркале международных тенденций и стандартов». На конгрессе обсуждался широкий круг проблем по банковским рискам и управлению ими, созданию системы страхования вкладов, внедрению МСФО, трансграничным банковским услугам, международной конкуренции и валютной либерализации, корпоративному управлению и внутреннему контролю в банках. |
| XIV Международный банковский конгресс (МБК-2005)    | |
| 1—4 июня 2005 года                                  | Тема: «Банки. Регулирование. Экономика». На конгрессе обсуждались следующие вопросы: совершенствование банковского бизнеса, повышение роли банков и банковских систем в развитии экономики, пути улучшения регулирования и надзора за деятельностью кредитных организаций на индивидуальной и консолидированной основе, использование международного опыта повышения ликвидности банковской системы, экономические и правовые аспекты отношений Банка России и кредитных организаций. |
| XV Международный банковский конгресс (МБК-2006)     | |
| 7—10 июня 2006 года                                 | Тема: «Базельские рекомендации: подходы и реализация». На конгрессе обсуждались вопросы, подходы и проблемы по повышению эффективности банковского надзора, реализации «Базеля-II» («Международная конвергенция измерения капитала и стандартов капитала: уточненные подходы»), устойчивости банков и банковских систем, совершенствованию внутреннего контроля и внутреннего аудита в банках. |
| XVI Международный банковский конгресс (МБК-2007)    | |
| 6—9 июня 2007 года                                  | Тема: «Банки: капитализация, устойчивость, конкурентоспособность». На конгрессе обсуждались вопросы состояния банковской системы, уровня её капитализации, финансовой устойчивости и конкурентоспособности банков, развития систем управления банковскими рисками, прозрачности банковской деятельности, мировых тенденций развития банковского дела и банковского регулирования в указанных сферах. |
| XVII Международный банковский конгресс (МБК-2008)   | |
| 28—31 мая 2008 года                                 | Тема: «Банки в системе финансового посредничества: состояние и перспективы». На конгрессе обсуждались вопросы повышения роли банков в развитии финансового посредничества и в механизмах денежной трансмиссии, вопросы конкурентоспособности банков на финансовых рынках, внедрения новых банковских продуктов и технологий, а также повышения качества управления и регулирования рисков, сопутствующих этим процессам в условиях глобализации финансовых рынков. |
| XVIII Международный банковский конгресс (МБК-2009)  | |
| 27—30 мая 2009 года                                 | Тема: «Рост и устойчивость банковской системы: поиск оптимума». На конгрессе обсуждались вопросы развития банковской системы в условиях кризисных явлений на мировом финансовом рынке, повышения её устойчивости и конкурентоспособности, консолидации банковского бизнеса, применения новых подходов к управлению рисками, снижения издержек за счёт применения новых технологий, совершенствования банковского регулирования и надзора. |
| XIX Международный банковский конгресс (МБК-2010)    | |
| 26—29 мая 2010 года                                 | Тема: «Банки: жизнь после кризиса». На конгрессе обсуждались вопросы преодоления последствий кризиса и функционирования банковской системы в послекризисный период, современные мировые тенденции развития банковских и финансовых систем, банковского регулирования и надзора, актуальные вопросы управления рисками, банковского обслуживания реального сектора экономики, применения новых технологий в банковском бизнесе. Отдельная секция была посвящена деятельности Банка России, 150-летие которого пришлось на 2010 год. |
| XX Международный банковский конгресс (МБК-2011)     | |
| 25—28 мая 2011 года                                 | Тема: «Банки: модернизация, инновации, инвестиции». На конгрессе обсуждались вопросы модернизации банковской системы России, роли банков в формировании инновационной экономики и участия в инвестиционных проектах, управления рисками, применения новых технологий в банковском бизнесе, актуальные аспекты банковского регулирования и надзора. |
| XXI Международный банковский конгресс (МБК-2012)    | |
| 5—8 июня 2012 года                                  | Тема: «Банковский бизнес и банковское регулирование: стратегии, результаты, перспективы». В ходе работы пленарного и дискуссионных заседаний обсуждались российские и международные аспекты развития банковского бизнеса, взаимодействия финансовой сферы и экономики, инструменты модернизации и пути обеспечения устойчивости банковской системы, задачи банковского регулирования и банковского надзора. |
| XXII Международный банковский конгресс (МБК-2013)   | |
| 4—7 июня 2013 года                                  | Тема: «Финансовая устойчивость: микро- и макроаспекты». В ходе работы пленарного и дискуссионных заседаний обсуждались актуальные вопросы обеспечения устойчивости банков, банковских и финансовых систем, современные подходы к их решению, задачи по идентификации и оценке уровня индивидуальных и системных рисков и по достижению оптимального общеэкономического результата. |
| XXIII Международный банковский конгресс (МБК-2014)  | |
| 30 июня — 2 июля 2014 года                          | Тема: «Банковский бизнес: новые реалии». В ходе мероприятий деловой программы конгресса обсуждались вопросы таргетирования инфляции, банковского регулирования, состояние и перспективы наличных и безналичных расчётов, системные риски в финансовой сфере, развитие платёжных систем, ценовая стабильность и укрепление банковского сектора. В 2014 году фонд «Петербургский международный экономический форум» (сокращённо — фонд «ПМЭФ») впервые выступил в качестве оператора мероприятия. |
| XXIV Международный банковский конгресс (МБК-2015)   | |
| 3—5 июня 2015 года                                  | Тема: «Финансовая индустрия: вызовы и решения». На конгрессе обсуждались вопросы повышения финансовой доступности, современные реалии индустрии платежей, реформа рынка биржевых деривативов, банковский надзор, роль центральных банков, адаптация экономики к внешним условиям, инфляционные ожидания, финансовое просвещение и адаптация экономики и финансовой системы к новым экономическим условиям. |
| XXV Международный финансовый конгресс (МФК-2016)    | |
| 29 июня — 1 июля 2016 года                          | Тема: «Перспективы развития финансового рынка». В 2016 году Конгресс изменил свой формат — на нём обсуждались вопросы, касающиеся работы не только банковского сектора, но и всей финансовой системы. В ходе работы пяти пленарных заседаний участники Конгресса обсудили вопросы экономического роста и финансовой стабильности, денежно-кредитной политики в эпоху глобальной неопределённости, перспективы развития банковского бизнеса, основные направления развития финансовых рынков, передовые технологии и инновации на финансовом рынке. В рамках двадцати круглых столов были рассмотрены вопросы развития доверительного управления, страхового рынка, института НПФ, рынка финансовых инструментов и микрофинансирования, наличного денежного обращения и безналичных расчётов, изменения в сфере регулирования банковского сектора, управления рисками, защиты прав потребителей и повышения доступности финансовых услуг, национальных платежных инструментов и многие другие. |
| XXVI Международный финансовый конгресс (МФК-2017)   | |
| 12—14 июля 2017 года                                | В 2017 году деловые мероприятия Международного финансового конгресса проходили в Президентской библиотеке и ЦВЗ «Манеж». Мероприятия пройдут при поддержке Администрации Санкт-Петербурга и фонда «Росконгресс». |
| XXVII Международный финансовый конгресс (МФК-2018)  | |
| 8—10 июня 2018 года                                 | В форуме приняли участие 1200 участников и представителей СМИ из 41 страны мира |
| XXVIII Международный финансовый конгресс (МФК-2019) | |
| 4—6 июля 2019 года                                  | В форуме приняли участие 1200 участников и представителей СМИ из 37 стран мира. В рамках Конгресса состоялись 2 пленарных заседания, 43 деловых сессии и бизнес-завтрак, совместно организованный Банком России и компанией The Bell. |
| XXIX Международный финансовый конгресс (МФК-2023)   | |
| 8—10 июля 2023 года                                 | Деловые мероприятия прошли в Санкт-Петербурге. Ключевой темой мероприятия стала структурная трансформация экономики и финансовых рынков. На площадке выступили 145 спикеров, прошло 28 дискуссий. В мероприятиях приняли участие представители 900 компаний, в том числе российских банков, регуляторов, микрофинансового сектора и высокотехнологичных компаний. На площадке работало 200 представителей СМИ. |
| XXX Международный финансовый конгресс (МФК-2024)    | |
| 3-5 июля 2024 года                                  | Форум прошёл на площадках Большого концертного зала «Октябрьский» и Новой сцены Александринского театра в Санкт-Петербурге. В мероприятиях Конгресса приняли участие более 1000 человек, в том числе эксперты в области экономики и финансов, представители органов государственной власти, ведущих финансовых институтов и прессы. Состоялось 24 дискуссии, форум поддержало 13 крупных компаний. |
| XXXI Международный финансовый конгресс (МФК-2025)   | |
| 2-4 июля 2025 года                                  | |